# Grotta Montecroce
La grotta Montecroce o grotta di Monte Croce (in sloveno Križna jama) è una grotta nel Carso interno, in Slovenia. È nota per la sua serie di ventidue laghi sotterranei di acqua verde smeraldo. Fu scoperta nel 1832 ma l'esplorazione delle profondità della caverna, con i suoi laghi e ruscelli sotterranei, risale appena al 1926, da parte di speleologi sloveni.
Presso il Calvario (una delle sale più caratteristiche) vi è la confluenza di due ruscelli sotterranei e la grotta si divide in due rami, Blata a nord e Pisani rov a nord-est. Il passaggio verso la prima è difficoltoso, per cui le visite turistiche si dirigono di solito lungo il Pisani rov, grazie all'uso di piccoli battelli. La grotta di Montecroce prosegue attraverso un sifone nella "nuova grotta di Montecroce" (Nova Križna jama), esplorata a partire dal 1991.
Dal Pisani rov si dirama una galleria laterale, Matjažev rov, con numerose grandi colonne. Lungo l'asse principale del Pisani rov si entra invece nella Kristalna gora ("montagna di cristallo"), la sala più grande della grotta, dove è possibile scalare una pila di rocce collassate ed alzarsi parecchio rispetto al ruscello sotterraneo.
Grazie alla scoperta di 44 specie di organismi viventi, la Križna jama è il quarto ecosistema tra le grotte di tutto il mondo quanto a biodiversità.